# Povijest fizike
Povijest fizike započinje još u prapovijesna vremena, kada je pračovjek stjecao prva iskustvena fizikalna znanja. On je naučio da upotrebljava na primjer polugu, iako nije znao zakon na kojem se zasniva njezina upotreba. Od davnina su ljudi pokušavali pojmiti ponašanje i osobine materije, zašto objekti padaju na zemlju kada izgube oslonac, zašto različiti materijali imaju različite osobine, i slično. Fizikalna znanja iskustveno su se stjecala i u prvim civilizacijama: Kini, Mezopotamiji, Egiptu i Indiji. Iako se tih iskustvenih znanja dosta nakupilo, ipak su se ona tek počela objašnjavati tek u staroj Grčkoj. Tajnovita je bila i priroda svemira, kao na primjer oblik Zemlje, ponašanje i kretanje Sunca i Mjeseca. Mnoštvo teorija je pokušavalo objasniti te pojave, no većina od njih na pogrešan način, jer nikada nisu bile potvrđene pokusom.

## Antička fizika
Tales Milećanin (640. ili 624. pr. Kr. – oko 547. pr. Kr.), grčki filozof predsokratovac, tradicionalno se smatra prvim zapadnjačkim filozofom i ocem znanosti. Bez obzira na to što je raspolagao malom količinom znanja, pokušao je naći međusobnu povezanost pojava, a tvrdio je da je sve proizašlo iz jednog prapočela – vode.
Prapočelo su tražili i drugi stari Grci, pa se tako kao prapočelo isticao zrak ili vatra. Empedoklo (oko 490. pr. Kr. - 430. pr. Kr.) je smatrao da su četiri prapočela: zemlja, voda, zrak i vatra, od kojih svaki može imati i četiri kakvoće: toplo, vlažno, hladno i suho.
Pitagorejska škola (ili Pitagorejci - naziv je kojim se označuju sljedbenici učenja grčkog filozofa Pitagore) su napravili razliku između nebeskog područja, koje je savršeno i nepromjenjivo, i zemaljskog, koje je promjenjivo i nesavršeno.

### Demokrit
Demokrit (460. pr. Kr. - 370. pr. Kr.) je naprotiv smatrao da se cijeli svijet sastoji od dva dijela: punog i praznog. Puni se sastoji od malih čestica koje su nedjeljive i nazivaju se atomi. Svi fizikalni procesi po njemu, nastaju zbog neprekidnog skupljanja i razdvajanja atoma.

### Platon
Prema Empedoklu tijela se razdvajaju ili spajaju mržnjom ili ljubavlju. To su u biti sile, ali su shvaćene u psihološkom smislu. Silu je i Platon (428. pr. Kr. ili 427. pr. Kr. - 347. pr. Kr. ili 348. pr. Kr.) shvaćao u psihološkom smislu. Po Platonu postoji težnja da se slično spoji sa sličnim. Zbog toga i počela, zemlja, voda, zrak i vatra, zauzimaju svoja mjesta.

### Aristotel
Aristotel (384. pr. Kr. - 322. pr. Kr.), slično Platonu, je tvrdio da počela teže svom prirodnom mjestu i takvo gibanje nazivao prirodnim gibanjem. Sva druga gibanja su nasilna i potječu uvijek od sile kojoj je uzrok u prvom pokretaču. Tako je za nasilna gibanja uvijek potrebna sila, bez obzira kakvo je gibanje. Prostor je za Aristotela ograničen i pun. Aristotel prihvaća razliku zemaljskog i nebeskog područja za koja vrijede različite fizike. Aristotelova fizika je imala veliki utjecaj na razvoj znanosti. 

### Arhimed
Arhimed (oko 287. pr. Kr. - 212. pr. Kr.), za razliku od Aristotela, uveo je u fiziku proračune, pa je tako prvi dao matematički zakon za polugu, a kasnije je utvrdio i Arhimedov zakon: Tijelo uronjeno u tekućinu lakše je za težinu istisnute tekućine. Arhimedov vijak je naprava koja se često tijekom povijesti upotrebljavala za premještanje vode u kanale za natapanje. Arhimedov ili obični koloturnik se sastoji od nekoliko pomičnih i nekoliko nepomičnih kolotura koje su smještene u dva kućišta. Arhimed je možda koristio zrcala koja djeluju zajedno kao parabolični reflektor da bi spalio brodove koji su napadali Sirakuzu.

## Srednjovjekovna fizika
Aristotelova prirodna filozofija, koja je uključivala i fiziku, bila je općenito prihvaćena u Srednjem vijeku. Čak i Roger Bacon (oko 1214. – 1294.), koji je smatrao da je pokus mjerodavan za stvaranje mišljenja o nekom znanstvenom problemu i koji je tražio da se u znanosti vrše pokusi, bio je pobornik Aristotelove prirodne filozofije i svoje zaključke donosio unutar nje.
Ipak je u Srednjem vijeku došlo do izvjesnog napretka i do novih znanstvenih rezultata, posebno u optici, magnetizmu i u meteorologiji. Optika je doživjela izvanredan napredak tijekom Srednjeg vijeka, osobito u razdoblju od oko 1250. do 1350. Zanimanje za optičke probleme začeo je arapski znanstvenik Ibn al-Haitam (965. – 1040.), koji je izvršio izvanredan utjecaj na muslimanski Istok i na latinski Zapad. Od optičkih problema opet se najviše istraživao problem duge. Dietrich iz Freiberga (1250. – 1310.), poznat i kao Theodoric iz Freiberga, dao je rješenje postanka dviju duga, koje je gotovo u potpunosti kasnije preuzeo René Descartes (1596. – 1650.).
Problem plime i oseke (morske mijene) uspješno je rješavan u Srednjem vijeku, pa su Giacomo Dondi (1290. – 1359.) i Zadranin Federik Grisogono Bartolačić (1472. – 1538.) dali točan opis plime i oseke, i njihove međusobne odnose. U Srednjem vijeku su rješavani i mnogi drugi fizikalni problemi, ali su gotovo svi bili rješavani u okviru Aristotelove, takozvane peripatetičke prirodne filozofije.

## Klasična fizika
Novi vijek je obilježen pojavom novih pogleda na materijalnu stvarnost. Već je Nikola Kuzanski (1401. – 1464.) tvrdio da je prostor beskonačan, a to su kasnije prihvatili Giordano Bruno (1548. – 1600.) i Frane Petrić (1529. – 1597.) s otoka Cresa. Time se počelo napuštati Aristotelovo učenje o ograničenom prostoru. 

### Galileo Galilei
Novu mehaniku, koja je bitno različita od Aristotelove prirodne filozofije, dao je Galileo Galilei (1564. – 1642.). Njegova mehanika se zasniva na čisto matematičkim izrazima. Galileo je matematički izvodio svoje poučke iz nekih početnih tvrdnji, a zatim ih je potvrđivao i pokusom. Najpoznatiji je njegov poučak za jednoliko ubrzano gibanje (ubrzanje), koji tvrdi da pređeni putevi se odnose kao kvadrati proteklih vremena. Osim toga, Galileo je dobro odredio i gibanje kod kosog izbacivanja tijela (kosi hitac), tvrdeći da je to složeno gibanje. Galilejeva mehanika je bila samo kinematika, on nije htio raspravljati o sili, smatrajući taj pojam nejasnim. 

### René Descartes
René Descartes (1596. – 1650.) je uveo pojam očuvanja gibanja, što je bio prvi zakon očuvanja jedne fizikalne veličine.

### Robert Boyle
U 17. stoljeću postalo je jasno da zemlja, voda, zrak i vatra nisu počela svih stvari, jer se mogu dalje rastavljati. Oštru kritiku tih počela dao je Robert Boyle (1627. – 1691.). Umjesto tih počela, u to doba su sve više znanstvenici prihvaćali Demokritov atomizam koji je bolje odgovarao općim atomističkim shvaćanjima u matematici i fizici tog doba. Na temelju atomističkog shvaćanja i Boylove kritike tražio se tada model strukture tvari. Stvaranju tog modela pomogli su Boyleovi pokusi s plinovima (Boyle-Mariotteov zakon), a plin je bio vrlo prikladan da se na njemu promotri model strukture tvari, jer se mogao stlačiti, a i širiti (ekspandirati) ako nije bio u tome spriječen. Izneseno je više teorija koje se mogu podijeliti na one koje pretpostavljaju statički model plina i one koje predlazu kinematički (kinetička teorija plinova). Prema kinematičkom modelu su čestice u silnoj uzbuđenosti, te jure kroz prostor ispunjen vrlo finim fluidom. Pod utjecajem Descartesove fizike, znanstvenici su držali da gibanje čestica dolazi od vrtloga u tom fluidu. Isaac Newton (1643. – 1728.) je zastupao statički model udaljenih čestica medu kojima djeluje sila (gravitacijska sila).

### Christiaan Huygens
Aristotelova prirodna filozofija i atomistička shvaćanja odražavala su se još u 18. stoljeću, posebno vezano uz shvaćanje prirode svjetlosti. Aristotel je tvrdio da je svjetlost val, a Demokrit je bio mišljenja da se kroz prostor šire čestice koje prenose svjetlost. I jedno i drugo gledište prihvaćeno je u 18. stoljeću, Descartes je prihvatio prirodu svjetlosti kao vala koji se širi kroz fluid, a Christiaan Huygens (1629. – 1695.) je isto izgradio svoju teoriju valnog širenja svjetlosti. S druge strane, Newton se priklonio teoriji čestica i na osnovu toga zasnovao svoju korpuskularnu teoriju svjetlosti. 

### Isaac Newton
Isaac Newton (1643. – 1728.) je dovršio stvaranje nove prirodne filozofije, odnosno fizike, koja se obično naziva Newtonova ili klasična mehanika. U prvom redu on je, na osnovu Keplerovih zaključaka o privlačenju među nebeskim tijelima i drugih nastojanja u 17. stoljeću, objasnio Newtonov zakon gravitacije. Iz njega je matematički izveo Keplerove zakone i to je smatrao dokazom da je pretpostavka izrečena zakonom gravitacije dobro izabrana. Newton je smatrao da taj zakon vrijedi i za mehaniku na Zemlji, pa da je uzrok padanja kamena u toj općoj gravitaciji, a da on vrijedi i u nebeskim prostranstvima. Ipak, Newton nije odredio prirodu tog privlačenja (gravitacije), jer bi to tražilo da se postavljaju pretpostavke koje ne proizlaze iz pokusa, što je on smatrao nedopustivim. 
Na osnovu Galijejevih, Descartesovih i drugih pogleda iz 17. stoljeća, Newton je objasnio pojavu ustrajnosti (zakon inercije), temeljni zakon gibanja, te zakon akcije i reakcije. Ta tri Newtonova zakona gibanja (Newtonovi aksiomi) je postavio u osnovu svoje mehanike (Newtonova mehanika) i iz njih matematički deduktivno izvodio ostale tvrdnje (u Newtonom djelu Philosophiae naturalis principia mathematica 1687.). Newtonova metoda je bila geometrijska i pod snažnim utjecajem Euklida. Newton je, pored tih zakona gibanja, postavio na početak svoje mehanike i nekoliko pojmova koje je odredio, kao što su masa, veličina gibanja, sila inercije (tromost) i drugo, dok neke druge pojmove kao što su prostor, vrijeme i gibanje nije odredio, smatrajući te pojmove potpuno poznatim. Prihvatio je od Giordana Bruna pojam beskonačnog prostora koji je homogen i nazivao ga apsolutnim prostorom. Vrijeme je također smatrao apsolutnim. Iako je sve tvrdnje Newton odredio općenito, ipak je mehaniku ograničio samo na Sunčev sustav. Proširenje Newtonove mehanike na cijeli svemir izvedeno je tek u 19. stoljeću.

### Leonhard Euler
Leonhard Euler (1707. – 1783.), Jean le Rond d'Alembert (1717. – 1783.) i Joseph-Louis Lagrange (1736. – 1813.) dali su Newtonovoj mehanici analitički oblik, pa je tako nastala analitička mehanika. Ti su znanstvenici iz jedinstvenih načela izveli analitički sva područja mehanike. 

### Gottfried Wilhelm Leibniz
Gottfried Wilhelm Leibniz (1646. – 1716.) i njegovi sljedbenici bili su uvjereni da se u prirodi ne događaju skokovi, pa su postavili takozvani zakon neprekinutosti koji vrijedi bez iznimke u prirodi. U 18. stoljeću taj je zakon doživio brojne kritike jer nije u skladu s mnogim iskustvenim činjenicama (između ostaloga protivio se slučaju skoka brzine pri sudaru dviju kuglica).

### Ruđer Bošković
Nastojanje da spasi Leibnizov zakon neprekinutosti navelo je Ruđera Boškovića (1711. – 1787.) da dade sasvim novu teoriju o strukturi tvari. Po njegovoj teoriji, sila je među česticama u vrlo malim udaljenostima odbojna, zatim nekoliko puta mijenja predznak i u većim udaljenostima postaje privlačna. Ta su gledišta mnogo utjecala na razvoj fizike 19. stoljeća. 

### Thomas Young
Iako je u 18. stoljeću općenito prihvaćena valna teorija svjetlosti, ipak je takvo shvaćanje postanka boja kao miješanja svjetlosti i tame stvaralo mnoge poteškoće (optika). Mnogi su znanstvenici opazili da se prolaskom svjetlosti kroz prizmu dobiva niz različitih boja. Newton je, tražeći uzrok toj pojavi, na temelju mnogih pokusa zaključio da je bijela svjetlost sastavljena od niza boja koje je nazvao spektar. U 18. stoljeću nije bilo moguće potvrditi koju teoriju svjetlosti treba prihvatiti. Ali kada je Thomas Young (1773. – 1829.) oko 1800. otkrio interferenciju (ogib valova) svjetlosti i valove svjetlosti usporedio s valovima vode ili zvuka, bila je valna teorija svjetlosti gotovo jednodušno prihvaćena. 

### Daniel Bernoulli
Atomistička shvaćanja u 17. i 18. stoljeću utjecala su i na poimanje topline. Većina znanstvenika, koja je prihvaćala atomističku strukturu tvari, u to doba je zamišljala i da toplina dolazi od gibanja atomskih čestica. Daniel Bernoulli (1700. – 1782.) dao je model plina na osnovu pojma gibanja čestica. On je utvrdio da povećanju topline odgovara povećanje brzine čestica. Uz takvo su shvaćanje također pristali Euler, Lavoisier i Laplace. 

### Charles-Augustin de Coulomb
Elektricitet su grčki atomisti tumačili mehaničkim dodirom između tijela koji privlači i onog tijela koji je privučen. Ta fizikalna veza po njima potječe od natrljanog jantara ili magneta. William Gilbert (1544. – 1603.) je prihvatio tu teoriju i zamislio da se oko natrljanog jantara ili oko magneta stvara neki efluvij. Kao atomistička teorija topline tako je i atomistička teorija elektriciteta doživjela promjenu u 18. stoljeću zbog novih pokusa i shvaćanja. Charles François de Cisternay du Fay (1698. – 1739.) je tvrdio da postoje dvije vrste elektriciteta, pa tako natrljano staklo odbija natrljano staklo, natrljani jantar odbija natrljani jantar, a natrljano staklo privlači natrljani jantar. On je efluvij tumačio kao vrtlog koji okružuje svaki električni objekt. To je potaklo na razmišljanje da je i elektricitet fluid. Benjamin Franklin (1706. – 1790.) je konačno prihvatio postojanje samo jednog električnog fluida, kojega može biti više ili manje od normalnog. To je omogućilo precizna mjerenja koja su pomogla da Charles-Augustin de Coulomb (1736. – 1806.) dođe do Coulombovog zakona: Veličina elektrostatičke sile između dva točkasta naboja upravo je razmjerna umnošku veličine oba naboja i obrnuto razmjerna kvadratu udaljenosti r između njih, koji je uveo pojmove električni naboj i elektrostatička sila.

### Amedeo Avogadro
Jedan od prvih modernih modela strukture tvari dao je John Dalton (1766. – 1844.). On je prihvatio atomističku strukturu tvari i zamislio da svaki atom okružuju ljuske s atmosferom topline i tako omogućuju fizikalni dodir među atomima. Nove podatke o strukturi tvari pribavili su pokusi s plinovima. Osobito su bili važni pokusi koje je obavio Joseph Louis Gay-Lussac (1778. – 1850.), na temelju kojih je Amedeo Avogadro (1776. – 1856.) izgradio novi model strukture tvari. On je pretpostavio da su atomi rasuti u praznom prostoru i da se atomi spajaju u molekule. Na temelju Avogadrovog zakona, on je uspio objasniti gotovo sve kemijske rezultate poznate u njegovo doba. 

### James Prescott Joule
Iako je Leibniz uveo pojam žive sile koja je u biti energija, ipak tada još nije bio poznat pojam energije uopće. Lavoisier i Laplace poistovjetili su toplinu s Leibnizovim pojmom žive sile, čime je uspostavljena veza između topline i mehaničke energije. Početkom 19. stoljeća na temelju mnogih pokusa postalo je jasno da mora postojati neko jedinstveno pravilo na kojem se temelje mehaničke i toplinske pojave. Robert Mayer (1814. – 1878.) je dokazao da postoji povezanost mehaničkih i toplinskih pojava, te očuvanje svih oblika energije. To je sve više upozoravalo na to da bi ipak morala biti vjerojatnija pretpostavka kinetičke teorije topline (kinetička teorija plinova) nego fluida. Teoriju topline na osnovu gibanja čestica dao je James Prescott Joule (1818. – 1889.).

### Michael Faraday
Početkom 19. stoljeća fizičari su pretežno vjerovali da postoji neko djelovanje na daljinu i postupali su s tim pojmom samo iskustveno, ne pitajući se kakav je stvarni mehanizam tog djelovanja. Na sličan način bi djelovala međusobno dva naelektrelizirana tijela, magneti, ali i tijela privlačena općenito gravitacijskom silom. Ali, zaobilaženje biti problema počelo je sve više smetati daljnjem razvoju fizike i bilo je nužno da se pronađe upravo taj mehanizam djelovanja sile. Michael Faraday (1791. -  1867.) je u početku tražio taj mehanizam u Boškovićevoj ideji središta sila. Međutim, Gilbertovi pokusi, koji su pokazali da se željezna piljevina postavlja u određene krivulje oko magneta, dopunili su tu početnu ideju. Nakon toga Faradaj je tvrdio da su magnetske linije sila realne, iako nevidljive i da one prenose međusobno djelovanje tijela. Te linije same po sebi nisu materija ili tvar, ali nastaju zgušnjavanjem etera, za koji je Faraday uzimao da ispunjava prostor i omogućuje zračenje ugrijanih tijela. Prostor ispunjen tim magnetskim linijama nazivao je Faraday magnetsko polje, a isto tako prostor koji okružuje električki nabijeno tijelo, električno polje.

### James Clerk Maxwell
James Clerk Maxwell (1831. – 1879.) je matematički oblik za Faradeyeve eksperimentalne rezultate, posebno za njegove pokuse djelovanja magnetskog polja na električno, i obratno. Maxwell je dobio skup jednadžbi polja iz kojih je izvodio i takve rezultate koji još nisu bili provjereni pokusima. Po Maxwellu, za neku dugu ravnu žicu koja provodi električnu struju, postoji u okolnom prostoru elektromagnetsko polje. Ako električni naboji u žici dobivaju ubrzanje (akceleraciju), prema Maxwellovim jednadžbama vidi se da je time odaslan u okolni prostor impuls neke energije i taj se širi brzinom svjetlosti. Zbog toga je Maxwell zaključio da je svjetlost elektromagnetski val. 

### Heinrich Hertz
William Herschel (1738. – 1822.) istraživao je toplinska svojstva spektra (1801.) i utvrdio da se toplinski učinak povećava u blizini vidljivog dijela spektra svjetlosti. Iste je godine Johann Wilhelm Ritter (1776. – 1810.) pustio da padne spektar Sunca na ploču pokrivenu srebrovim nitratom i opazio da se crnilo širi prema ljubičastom dijelu spektra. Time je postalo jasno da vidljiva svjetlost predstavlja samo dio neprekinutog spektra elektromagnetskih valova. Heinrich Hertz (1857. – 1894.) je pokazao 1888. da se titranjem (oscilacijama) iskre između dviju kuglica, spojenih na izvor električne struje, stvara elektromagnetski val koji može proizvesti iskru između drugog para kuglica, postavljenog na nekoj udaljenosti od prvih, pa je na taj način potvrdio Maxwellovu teoriju, barem za frekvencije koje su različite od frekvencija vidljive svjetlosti. 

### Nikola Tesla
U svjetskoj povijesti Nikola Tesla (1856. – 1943.) ima visoko opće priznato mjesto po svojim brojnim tehničkim otkrićima na polju elektrotehnike, elektronike, energetike i strojarstva, a posebno u primjeni izmjenične električne struje, kao što su okretno magnetsko polje i višefazni sustav izmjeničnih struja (indukcijski ili asinkroni elektromotor, te električni generatori na osnovu okretnog magnetskog polja), izmjenični sustav prijenosa i raspodjele električne energije. Usporedo s time radio je na novim otkrićima kao što su bežični prijenos energije i daljinsko upravljanje brodovima, osmišljava Teslin transformator, Teslinu turbinu i drugo. Tesla je takoder prethodnik ideje niza tehničkih dostignuća koja su kasnije ostvarena kao što su: robotika, radioveza, globalna komunikacijska mreža (internet), televizor, računalo, zrakoplovi s vertikalnim uzlijetanjem, laser, akcelerator čestica, krstareće rakete, nove vrste turbina, radar, vakuumska cijev, fluorescentna cijev, umjetni satelit i drugo. Tesla spada među 14 svjetskih znanstvenika po kojima su nazvane fizikalne jedinice u Međunarodnom sustavu mjernih jedinica: 1 T (Tesla).

### Poteškoće klasične fizike
Maxwellovom teorijom klasična je fizika dostigla svoj vrhunac. Povezana su i neka dotad različita područja fizike: optika, elektricitet i magnetizam. S druge strane, atomi i molekule su smatrani osnovnim dijelovima tvari. Toplina se očituje u gibanju atoma i molekula. Zvuk je val, a isto tako i svjetlost. Izgledalo je u to vrijeme da se sva područja fizike mogu objasniti mehanički, na osnovu nekih jedinstvenih načela. Kraj 19. stoljeća pokazao je da to nije tako. 

#### Svante August Arrhenius
U toku 19. stoljeća znanstvenici su se čudili kako voda, u kojoj je rastopljena na primjer kuhinjska sol, provodi električnu struju. 1884. Svante August Arrhenius (1859. – 1927.) je pretpostavio da postoje nabijeni atomi, koje je nazvao ionima. Oni su po njegovom mišljenju uzrok vodljivosti. Međutim, ako postoji nabijeni atom, onda on može imati nešto više ili nešto manje tvari od neutralnog atoma, a to se protivilo pojmu atoma u to vrijeme. 

#### Joseph John Thomson
Da bi se riješio taj problem pomogli su neki drugi pokusi. Nakon što je Heinrich Geissler (1814. – 1879.) otkrio Geisslerovu cijev, postavilo se pitanje što je električna struja. William Crookes (1832. – 1919.) je otkrio da iz katode izlaze neke čestice koje su negativno nabijene, a George Johnstone Stoney (1826. – 1911.) ih je 1891. nazvao elektronima. Joseph John Thomson (1856. – 1940.) je zaključio i dokazao da su katodne zrake elektroni, koji su zajednički svim tvarima. Arrheniusovi zaključci o ionima upućivali su na to da ti elektroni moraju biti sastavni dio atoma. Da bi atom bio neutralan treba postojati njegov dio koji je pozitivno nabijen. Thomson je najprije mislio da je to pozitivno nabijeni fluid u koji su usađeni elektroni. Titranje (oscilacija) tih elektrona oko ravnotežnih položaja proizvodi elektromagnetske valove. Na taj način je bilo moguće objasniti titranje elektrona u atomu i mnoge druge pojave koje su slijedile iz Maxwellove teorije. S druge strane, postalo je jasno da se električna struja sastoji od elektrona, a ne od električnog fluida. Tako je konačno bila priroda elektriciteta i struktura tvari međusobno povezana.
Joseph John Thomson je uz ostalo dao i Thomsonov model atoma u kojem se elektroni gibaju. On je pretpostavio da se elektroni gibaju oko pozitivno nabijene jezgre. Za tu pretpostavku on je primijenio Boškovićevu teoriju, po kojoj se čestice mogu gibati samo po nekim krivuljama oko drugih.

#### Niels Bohr
Planetarni model strukture atoma eksperimentalno je potvrdio Ernest Rutherford (1871. – 1937.) poznatim pokusom s alfa-česticama i zlatnim listićem. Opravdanje uvođenja mogućih staza elektrona dao je Niels Bohr (1885. – 1962.). On je pretpostavio da sustav jezgra – elektron normalno ne zrači energiju. Elektron prelazi s vanjske staze više energije na unutarnju stazu niže energije, pri čemu se višak energije odašilja (emitira) kao kvant elektromagnetskog zračenja. 

#### Max Planck
Stefan-Boltzmannov zakon i Wienov zakon pomaka za toplinsko zračenje idealnog crnog tijela, koji su objavljeni krajem 19. stoljeća, potvrđivali su Maxwellovu teoriju. Ipak nije bilo moguće teoretski izvesti oblik krivulje koja bi prikazivala ovisnost emitirane energije i valnih duljina o svakoj pojedinoj temperaturi. Max Planck (1858. – 1947.) se uvjerio da zračenje svjetlosti potječe od subatomskih električnih oscilatora, a nakon Thomsonovih pokusa bilo je jasno da takve oscilacije (titranje) proizvode upravo elektroni. Da bi izveo odnos koji daje raspored emitirane energije po valnim duljinama, Planck je pretpostavio da svaki oscilator može imati samo određenu i malu količinu energije, koju je on nazvao kvant. Do tog je otkrića došao 1900., a tada se vjerovalo kako bi vruće tijelo trebalo emitirati elektromagnetske valove (kakvi su radio valovi, vidljiva svjetlost ili rendgensko zračenje) na svim frekvencijama. To znači da bi neko vruće tijelo zračilo istu količinu energije neovisno o frekvenciji. Na taj bismo, pak, način mogli doći do toga da je energija koju je to tijelo izračilo beskonačna, što je Planck dokazao netočnim u svom Planckovom zakonu. 

#### Albert Einstein
Planckova kvantna mehanika je odstupala značajno od klasične ili Newtonove fizike. U početku Max Planck nije mogao opravdati svoju teoriju, ali je već 1905. Albert Einstein (1879. – 1955.) pokazao da se kvantna pretpostavka može primijeniti kod objašnjenja fotoelektričnog učinka ili fotoefekta. Novi pokusi potvrđivali su sve više Planckovu pretpostavku, pa je time bio otvoren put kvantnoj teoriji.
Još je Newton pokušao dokazati pokusima postojanje apsolutnog prostora. U 19. stoljeću znanstvenici su pokušali odrediti apsolutni prostor s eterom i dokazati njegovo postojanje. Albert Abraham Michelson (1852. – 1931.) i Edward Williams Morley (1838. – 1923.) pokušali su to eksperimentalno dokazati, ali njihov pokus nije dokazao postojanje etera. To je navelo Einsteina da odbaci pojam etera i da pretpostavi da u svim sustavima koji miruju ili se konstantnom brzinom gibaju, vrijede isti fizikalni zakoni, i da je brzina svjetlosti u svim takvim sustavima jednaka. To je zahtijevalo izmjenu klasične fizike i uvedena je nova teorija relativnosti. 
Problem toplinskog zračenja užarenih tijela i Michelson-Morleyjev pokus prodrmali su klasičnu fiziku i označili njenu krizu. Otkriće elektrona i atomske jezgre, kao i otkriće radioaktivnosti, potakli su snažan razvoj nuklearne fizike, tako da u novije vrijeme u fizici prevladava uglavnom nuklearna fizika, u kojoj su učinjena najvažnija otkrića i kroz koju su se otvorili najvažniji novi pogledi na materijalnu stvarnost. 

## Moderna fizika
Početkom 20. stoljeća usporedno se razvijaju teorija relativnosti i kvantna fizika. Teorija relativnosti se razvija kao konačna razrada Maxwellove elektrodinamike, a kvantna fizika kao posljedica nastojanja da se klasična mehanika i elektrodinamika prošire na opisivanje atomske građe materije.

### Rendgenske zrake
Rendgenske zrake, poznate i kao X-zrake, područje su elektromagnetskog zračenja s valnim duljinama između 10 i 0,01 nm, što približno odgovara području između ultraljubičastog i gama zračenja. Najpoznatija njihova primjena je u dijagnostičkoj radiografiji i kristalografiji. Zbog svoje energije ubrajaju se u ionizirajuće zračenje.

#### Wilhelm Conrad Röntgen
Wilhelm Conrad Röntgen (1845. – 1923.) objavljuje 1895. da je u modificiranoj Crookesovoj cijevi otkrio nevidljive zrake koje izazivaju fluorescenciju, prolaze kroz materiju, te se ne otklanjaju u magnetskom polju. Röntgen je te zrake nazvao X-zrake zbog njihove nepoznate prirode. Iako se poslije pokazalo da su takve zrake već bile uočene u nekim pokusima, npr. Nikola Tesla proizveo ih je djelovanjem električnog polja visoke frekvencije, Röntgen ih je prvi istražio, primijenio i shvatio njihovu prirodu.
Röntgen je odmah uočio mnoge sličnosti s vidljivom svjetlošću. Rendgenske zrake se šire u pravcima, bacaju oštre sjene, djeluju na fotografsku ploču i u nekim tvarima izazivaju fluorescenciju. Ali po nekim svojstvima činilo se da se razlikuju od vidljive svjetlosti. Zapazio je njihovu izvanrednu prodornost, i nije ih mogao sabiti s lećom u žarište, a pokusi s lomom svjetlosti (refleksija) i refrakcijom novih zraka nisu mu uspjeli. Tek kada je 1912. Max von Laue dokazao da rendgenske zrake mogu ogibati (difrakcija), postalo je jasno da su one transverzalni elektromagnetski valovi, kao i vidljiva svjetlost, od koje se razlikuju po mnogo kraćim valnim duljinama.

### Radioaktivnost
Radioaktivnost je spontano emitiranje alfa-čestica i beta-čestica iz tvari, često praćeno i emisijom gama elektromagnetskih valova, pri čemu kemijski elementi prelaze iz jednih u druge, te se oslobađa energija u obliku kinetičke energije emitiranih čestica ili energije elektromagnetskih valova, a svaka atomska jezgra ima karakteristično vrijeme poluraspada. Ionizirajuće zračenje je pojava prijenosa energije u obliku fotona (kvanti elektromagnetskog zračenja) ili masenih čestica, a koje ima dovoljno energije da u međudjelovanju s kemijskom tvari ionizira tu tvar. Ionizirajuće zračenje posljedica je promjene stanja materije u mikrosvijetu. To su promjene u energiji ili u sastavu atoma ili atomske jezgre, pri čemu se emitiraju fotoni ili druge čestice. U međudjelovanju s tvari dolazi do izmjene energije i izmjene strukture ozračene tvari. Takve posljedice mogu biti korisne, ali i vrlo štetne.

#### Antoine Henri Becquerel
Prirodnu radioaktivnost otkrio je 1896. Henri Becquerel (1852. – 1908.) uočivši da uranijeve soli emitiraju nevidljivo zračenje koje djeluje na fotografsku ploču kroz zaštitni papir slično rendgenskim zrakama te da pod utjecajem toga zračenja elektroskop gubi naboj. Primijetio je da uranijeve soli stalno u mraku fluoresciraju. Tako na primjer, čisti kalijev uranil sulfat u mraku stalno svijetli slabom zelenkastom luminiscentnom svijetlošću. Daljnjim ispitivanjem, Becquerel je pronašao da zračenje koje izazivaju uranijevi spojevi ioniziraju zrak (ionizirajuće zračenje), izazivaju fluorescenciju i prolaze kroz papir, pločice aluminija i bakra. Kroz zatvoreni spremnik one djeluju na fotografsku ploču, a djeluju i na našu kožu i klice raznih biljaka. Utvrdio je da ti zraci imaju slična svojstva kao rendgenske zrake (X – zrake), pa su se u početku te zrake nazivale i Becquerelove zrake. 1899. je Becquerel pronašao da te zrake skreću u magnetskom polju, pa se razlikuju od rendgenskih zraka, koje ne skreću u magnetskom polju.

#### Marie Curie
Marie Curie-Skłodowska (1867. – 1934.) otkrila je 1898. takvo zračenje kod torijevih spojeva, te da se na zračenje ne može utjecati električnom strujom, zagrijavanjem, kemijskim reakcijama i sl., da se radioaktivni kemijski elementi pretvaraju jedni u druge i da je vjerojatnost raspada neovisna o starosti pojedinog atoma. Otkrila je da uranijev mineral uraninit (pehblend) emitira pet puta jače zrake nego čisti uranij. Kada je išla istraživati uraninit, pronašla je da se sastoji 75% od uranijevog oksida U3O8, a pronašla je još i neke druge kemijske tvari: PbS, CaO, SiO2, FeO, MgO i Bi. 1898. je Marie mjerila zračenje pojedinih udjela, pomoću osjetljivog elektroskopa, uz primjenu piezoelektriciteta i ionizacije zraka. Utvrdila je na primjer da bizmut, dobiven iz uraninita, ima 60 puta jače zračenje od čistog uranija. Pronašla je da bizmutovo jako zračenje nastaje zbog prisustva naznatne količine jednog nepoznatog kemijskog elementa, za koji se kasnije utvrdilo da je radij. Zato je predložila da se kemijski elementi koji izazivaju Becquerelove zrake nazovu radioaktivni elementi, a njihovo svojstvo radioaktivnost. Tek 1910. je uspjela izdvojiti radij. 

#### Ernest Rutherford
Ernest Rutherford (1871. – 1937.) otkrio je 1899. da se zračenje radija sastoji od dvije komponente koje se različito apsorbiraju u tvarima. Onu vrstu zraka koje ne mogu da prođu kroz aluminijsku pločicu debljine 0,02 mm nazvao je alfa-česticama, a onu vrstu koja je prolazila i kroz deblje slojeve nazvao je beta-česticama. Na osnovu skretanja u magnetskom polju, utvrdeno je da alfa-čestice imaju pozitivni električni naboj, a beta-čestice negativan električni naboj.

#### Enrico Fermi
Paul Villard je 1900. otkrio još prodorniju komponentu, gama-zrake. Ernest Rutherford i Frederick Soddy (1902.) na temelju analize gibanja zrakâ u magnetskom polju objasnili su prirodu radioaktivnosti. Wolfgang Pauli postavio je 1930. hipotezu o postojanju neutrina, tadašnjim detektorima neuhvatljive čestice koja odnosi dio energije u beta-raspadu. Enrico Fermi (1901. – 1954.) postavio je 1933. prvu strogu teoriju beta-raspada koja pretpostavlja da prijelaz neutrona u proton ili obratno uzrokuje slabo nuklearno međudjelovanje, a pritom dolazi do simultane emisije ili apsorpcije elektrona i neutrina. Irène Joliot-Curie i Frederik Joliot-Curie prvi su 1934. umjetno izazvali radioaktivnost i proizveli umjetni radioizotop stabilnog elementa.

### Nuklearna energija
Razvoj nuklearne energetike započeo je pionirskim radovima mnogih znanstvenika u godinama prije Drugoga svjetskog rata (Irène i Frédéric Joliot-Curijem, Otto Hahn, Lise Meitner, Leo Szilard, Enrico Fermi i dr.). Ti su radovi rezultirali ostvarenjem prve samoodržive nuklearne lančane reakcije 2. prosinca 1942., u reaktoru izgrađenom na terenu Sveučilišta u Chicagu. Grupu istraživača i tehničara na izgradnji reaktora vodio je poznati fizičar Enrico Fermi. Nuklearni reaktor (poznat pod nazivom Chicago pile l, skraćeno CP-1) bio je izgrađen od blokova grafita s umetnutim šipkama od prirodnog uranija. Izgradnja tog reaktora ulazila je u sklop aktivnosti u okviru Manhattan projekta, kojemu je krajnji cilj bila realizacija atomske bombe. Čovjek je tim dostignućem prvi put ostvario dotad nepoznatu pojavu - oslobađanje energije atomskih jezgri i njezinu upotrebu. Nažalost, ta je energija u početku bila korištena u vojne svrhe. Iako je pojava nuklearne fisije i lančane reakcije bio već dobro teorijski proučen, na mogućnost iznenađenja pri puštanju u pogon prvog reaktora moralo se iz opreza računati. Dramatičnost eksperimenta potvrđuje činjenica da je specijalna ekipa iznad reaktora bila spremna da ga brzo ugasi tekućim kadmijem. Međutim, 28 minuta koliko je trajao eksperiment, prošlo je mirno i u skladu s očekivanjima.
Trideset i jedna država svijeta proizvodi električnu energiju u nuklearnim elektranama. U Francuskoj služe kao primarni izvor električne energije. Neke zemlje planiraju zapopočeti svoj nuklearni programom. To uključuje OECD članove kao što su Poljska i zemlje u razvoju poput Bangladeša i Vijetnama. Kina i Indija provode ambiciozni program izgradnje i širenja nuklearne energije.

#### Torijski nuklearni reaktor
Torijski nuklearni reaktor s tekućim torijevim fluoridom temeljito se razlikuje od većine današnjih nuklearnih reaktora. Jedna tona torija dovoljna je za proizvodnju jednake količine energije kao od 200 tona uranija, što automatski znači i manje radioaktivnog otpada. Nakon iskorištavanja, nastali je otpad opasan samo oko 300 godina, za razliku od današnjeg nuklearnog otpada, koji će biti opasan još bar 10 000 godina. Štoviše, torijski reaktor može iskoristiti otpad uranijskog reaktora za rad. Torij je jeftiniji i može se pakirati u mnogo manje dimenzije. Prema procjenema, Amerika ima oko 440 000 tona torija, Australija i Indija oko 300 000 tona, a Kanada još 100 000 tona. U Americi i Australiji doendavno je odlagan kao otpad.
Torijski je reaktor, reaktor s tekućim torijevim fluoridom ili LFTR (engl. Liquid Fluoride Thorium Reactor), vrlo siguran zahvaljujući svojoj sposobnosti da se ugasi sam od sebe, prije nego dođe do opasnog porasta temperature. LFTR koncept koristi torij i uranij-233 pomiješane sa solima litija i berilija. Tekućina u jezgri nije pod tlakom, a svako povišenje temperature smanjuje snagu rada reaktora, što ga stabilizira i bez potrebe za intervencijom od strane osoblja.

### Teorija relativnosti
Albert Einsteinova teorija relativnosti sastoji se od dvije znanstvene teorije na području fizike: posebne relativnosti i opće relativnosti. Ove su teorije osmišljene kako bi objasnile činjenicu da se elektromagnetski valovi ne pokoravaju Newtonovim zakonima gibanja. Elektromagnetski valovi gibaju se konstantnom brzinom, nezavisno od kretanja promatrača. Osnovna ideja obje teorije je da će dva promatrača, koji se nalaze u međusobno relativnom gibanju (tj. gibanju jedan u odnosu na drugoga), izmjeriti različite vremenske i prostorne intervale za iste događaje, ali da će fizikalni zakoni obojici izgledati jednako.

### Kvantna mehanika
Povijesno gledano, razvoj temelja kvantne mehanike ostvario se kroz nekoliko koraka. U prvom razdoblju, krajem 19. i početkom 20.stoljeća postojalo je nekoliko eksperimentalno prikupljenih saznanja koja se ni na koji način nisu mogla objasniti u okviru do tada poznate klasične fizike. Zapravo je bio vrlo mali broj ovakvih problema koji nisu bili do kraja teorijski shvaćeni i objašnjeni. Stoga su neki ondašnji znanstvenici smatrali da će uskoro biti dosegnut kraj razvoja fizike. Ali ništa nije moglo biti više pogrešno od takvog razmišljanja. Točno objašnjenje ovih problema pokazalo se kao "tvrdi orah", koji je uporno izmicao dotadašnjoj ljudskoj slici i tumačenju svijeta. 
To je prvenstveno bio problem zračenja crnog tijela i fotoelektrični efekt. Kako bi zadovoljavajuće objasnili ove fenomene, Max Planck (za zračenje crnog tijela, 1900. godine) i Albert Einstein (za fotoelektrični efekt, 1905. ) pretpostavili su da svjetlost, osim valne prirode pokazuje i čestična (korpuskularna) svojstva. Eksperimenti s raspršenjem alfa čestica, ostvareni od strane Rutherforda, doveli su do osnove Bohrove poluklasične teorije atoma, koja predstvlja drugi veliki korak u razvoju kvantne mehanike.
Treći korak započeo je putem mnogih eksperimentalnih zapažanja (difrakcija i interferencija snopova elektrona) koja su ukazivala na dualnu (valno-čestičnu) prirodu elektrona. Razvoj teorije u ovom smjeru ostvarili su Werner Heisenberg 1925. godine, razvojem matrične forumalacije kvantne mehanike, te Erwin Schrödinger 1926. godine, putem svoje glasovite jednadžbe. Time su udareni temelji nove znanosti, ali njezin razvoj time nije završen. Tijekom godina daljeg razvoja, postavke kvantne mehanike potvrđene su kroz mnoštvo eksperimentalnih rezultata, dok je teorija razmatrala mnoga nova područja: postojanje spina, utjecaj relativističkih efekata, ponašanje mnoštva čestica itd. Werner Heisenberg i Erwin Schrödinger su 1925. formulirali kvantnu mehaniku, koja je objasnila prethodne kvantne teorije. U kvantnoj mehanici, ishod fizičkog mjerenja podliježu zakonu vjerojatnosti; teorija je opisala izračunavanje ovih vjerojatnosti.
Kvantna mehanika je također razvila teoretske alate za fiziku čvrstih tijela, koja izučava fizička svojstva čvrstih tijela i tekućina, uključujući pojave kao kristalne strukture, poluvodljivost, i supravodljivost. Među pionire ovog polja fizike spada Felix Bloch, koji je opisao ponašanje elektrona u kristalnim strukturama 1928.

### Standardni model i osnovne sile
Kvantna teorija polja je formulirana da bi osigurala konzistentnost kvantne mehanike i posebne teorije relativnosti. Svoj moderni oblik je dosegla u kasnim 1940. radovima Feynmana, Schwingera, Tomonage, i Dysona. Oni su formulirali teoriju kvantne elektrodinamike, koja opisuje elektromagnetske interakcije. Kvantna teorija polja je osigurala okvir za modernu teoriju čestica, koja izučava osnovne sile i osnovne čestice. Yang i Mills su 1954. postavili temelje koji su doveli do standardnog modela, koji je upotpunjen 1970-ih, i uspješno opisuje sve do sada poznate čestice.

#### Higgsov bozon
Higgsov bozon ili ""Higgsova čestica"" je hipotetska elementarna čestica kojom se prema Standardnom modelu objašnjava masa drugih čestica, a posebno zašto su W i Z bozoni toliko masivni za razliku od fotona koji nema masu. Higgsov bozon jedna je od 17 elementarnih čestica u Standardnom modelu. 16 preostalih čestica su: 6 kvarkova, 6 leptona, foton, gluon, W i Z bozon. Kvarkovi i leptoni su primjeri skupine čestica zvani fermioni. Oni su ti koji čine svu tvar koju svakodnevno vidimo oko nas. Foton, W, Z, gluon i Higgsov bozon su u drugoj skupini zvani bozoni. Oni su odgovorni za sve sile u prirodi, osim gravitacije. Znanstvenici još ne znaju kako povezati gravitaciju sa Standardnim modelom.
Postojanje Higgsova bozona ima veliku važnost u kvantnoj fizici jer bi se dokazalo postojanje hipotetskog Higgsovog polja - najjednostavniji od nekoliko predloženih mehanizama za lomljenje elektroslabe simetrije, te način na koji elementarne čestice dobivaju masu. Postojanje takvog bozona predviđeno je teorijom koju su nezavisno i skoro istovremeno predložile 1964. godine tri grupe istraživača: François Englert i Robert Brout,  Peter Higgs, te Gerald Guralnik, Carl Hagen i Tom Kibble. Dana 4. srpnja 2012. dvije skupine znanstvenika (CMS i Atlas), promatrajući sudare protona na velikom hadronskom sudarivaču u CERN-u su, nezavisno jedna od druge, objavile otkriće nove čestice, oko 130 puta teže od protona. Prema svim pokazateljima, riječ je upravo o Higgsovom bozonu te su za svoj doprinos ovom otkriću François Englert i Peter Higgs podijelili Nobelovu nagradu za fiziku 2013.

## Vanjske poveznice
- Povijest fizike. uniri.hr. Sveučilište u Rijeci. 2009. Inačica izvorne stranice arhivirana 2. kolovoza 2017. Pristupljeno 28. travnja 2021.